# Mnesistega
Mnesistega är ett släkte av fjärilar. Mnesistega ingår i familjen stävmalar.
Kladogram enligt Catalogue of Life:
| Mnesistega | \| \| Mnesistega convexa \| \| \| \| \| \| Mnesistega talantodes \| \| \| \| |
|            | \| \| Mnesistega convexa \| \| \| \| \| \| Mnesistega talantodes \| \| \| \| |
|            | Mnesistega convexa                                                           |
|            |                                                                              |
|            | Mnesistega talantodes                                                        |
|            |                                                                              |